# Teoria de la conspiració de Coín Cuenca

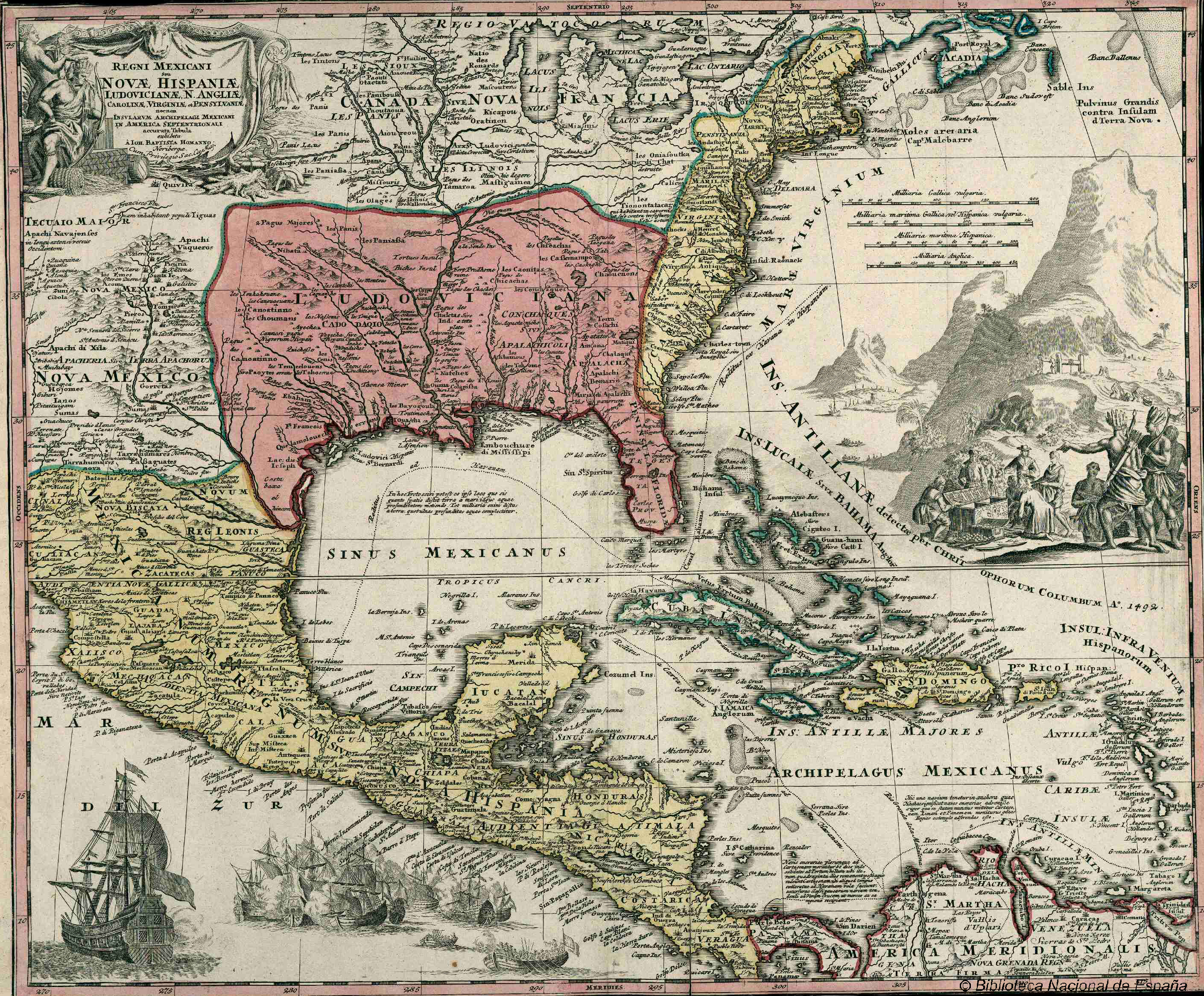
Mapa real de 1720 que mostra Cuba per sota del tròpic de càncer

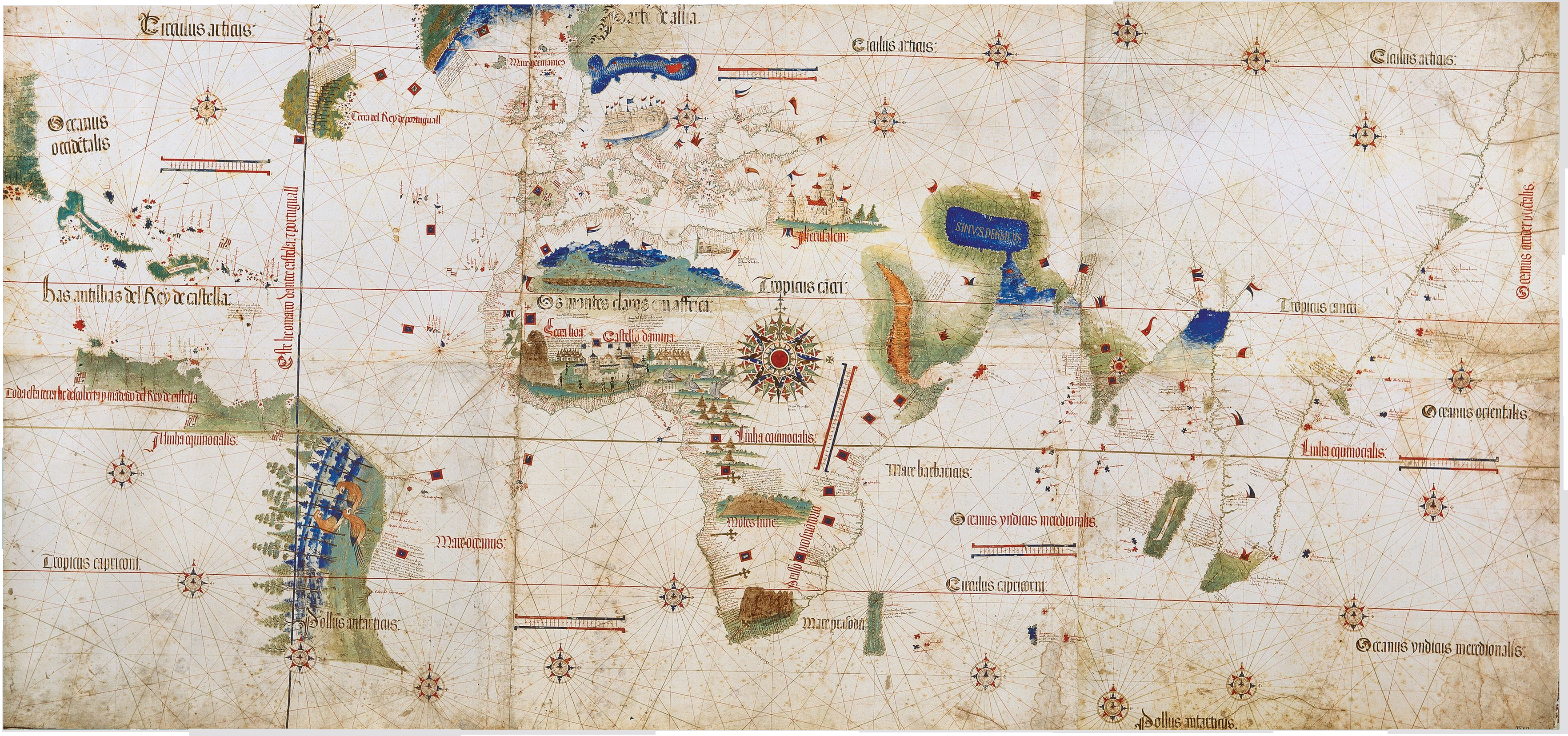
Planisferi de Cantino de 1502, que mostra Cuba per sobre del tròpic de càncer

La Teoria de la conspiració de Coín Cuenca es basa en la suposada manipulació per part de Cristòfor Colom de la ruta que va seguir per arribar a Amèrica, per tal d'impedir que Portugal s'apropiés de les terres que descobria. La teoria es basa en el fet que hi ha alguns mapes amb latituds i longituds errònies dibuixats durant l'Era dels descobriments.
Luis Miguel Coin Cuenca assegura al seu llibre: "Aspectos náuticos de los cuatro viajes colombinos" que Cuba i La Hispaniola apareixen 12º més al nord, per sobre del Tròpic de Càncer al Mapamundi de Ptolemeu, al Mapa de Juan de la Cosa i al Planisferi de Cantino. Demostra que les latituds són errònies mitjançant una reproducció de la pinta seguint la ruta de tots els viatges de Colom -exceptuant la del 1er viatge- i els navegants que el van seguir que navegaven fins a veure La Deseada. Luis Miguel Coin Cuenca explica que el motiu dels "errors" de latitud a partir del 1er viatge era per no donar a Portugal les terres amb latitud per sobre de la Gomera.